# Comuna Bădiceni, Soroca
Comuna Bădiceni este o comună din raionul Soroca, Republica Moldova. Este formată din satele Bădiceni (sat-reședință) și Grigorăuca.

## Demografie
Conform datelor recensământului din 2014, comuna are o populație de 2.941 de locuitori. La recensământul din 2004 erau 3.391 de locuitori.
Conform datelor recensământului din anul 2004, compoziția etnică a populației în cadrul comunei era 98,23% - moldoveni, 0,44% - ucraineni, 0,44% - ruși, 0,03% - găgăuzi, 0,06% - bulgari, 0,74% - țigani, 0,06% - alte etnii. În comuna Bădiceni au fost înregistrate 1.108 de gospodării casnice în anul 2004, iar mărimea medie a unei gospodării era de 2,7 persoane.

## Administrație și politică
Componența Consiliului local Bădiceni (11 consilieri), ales la 5 noiembrie 2023, este următoarea:
|  | Partid                                       | Consilieri | Componență | Componență | Componență | Componență | Componență | Componență | Componență | Componență |
|  | -------------------------------------------- | ---------- | ---------- | ---------- | ---------- | ---------- | ---------- | ---------- | ---------- | ---------- |
|  | Partidul Socialiștilor din Republica Moldova | 8          |            |            |            |            |            |            |            |            |
|  | Partidul Acțiune și Solidaritate             | 3          |            |            |            |            |            |            |            |            |